# Station The Hawthorns
The Hawthorns is een spoorwegstation van National Rail en tramhalte van West Midlands Metro in West Bromwich, Sandwell in Engeland. Het station is eigendom van Network Rail en wordt beheerd door West Midland Trains.